# Hiëronymus Duquesnoy der Jüngere

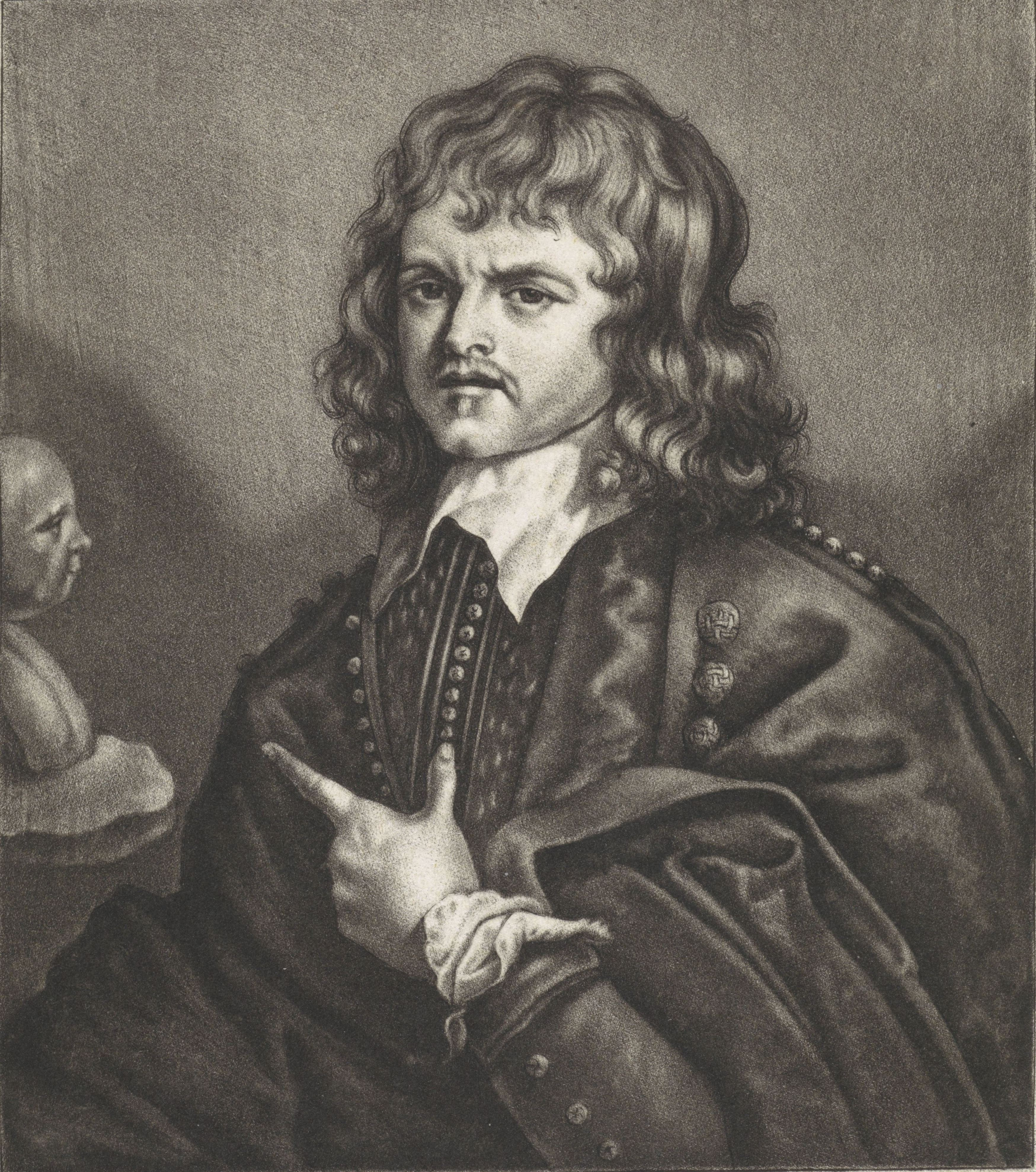
Stich aus 1776 von einem stirnrunzelnden Duquesnoy, der auf eine Kinderbüste zeigt. Laut Bildunterschrift beruht der Stich auf einem Porträt, das Antoon van Dyck angefertigt haben soll.

Hiëronymus oder Jérôme Duquesnoy der Jüngere (getauft 8. Mai 1602 in Brüssel; † 28. September 1654 in Gent) war ein Bildhauer und Architekt aus den Spanischen Niederlanden. Er war ein Sohn von Hiëronymus Duquesnoy dem Älteren und Bruder von François Duquesnoy.

## Lebenslauf
Hiëronymus Duquesnoy erhielt seine Ausbildung von seinem Vater in Brüssel.
Um 1621, noch während der Ausbildung, zog er zu seinem Bruder François nach Rom, um seine Ausbildung zu vollenden.
Er blieb dort ungefähr zwei Jahre, aber kurz nach einem Besuch  Antoon van Dycks reiste Hiëronymus ab, wahrscheinlich nach einem Streit mit seinem Bruder.
Anscheinend arbeitete er für König Philipp IV. von Spanien in Madrid, dann in Lissabon und Florenz (wo er beim Brüsseler Goldschmied André Ghysels wohnte), bevor er von 1641 bis 1643 wieder im Atelier seines Bruders in Rom arbeitete.
Nach dem Tod seines Bruders in Livorno verschiffte er dessen künstlerischen Nachlass („vier große schwere Kisten“) in die Niederlande.
Die übrigen Erben strengten deswegen einen Prozess an, aber gaben ihn schnell wieder auf, möglicherweise weil sie hofften, dass ihnen das Erbe früher oder später sowieso zufallen würde, weil Hiëronymus nicht verheiratet war.

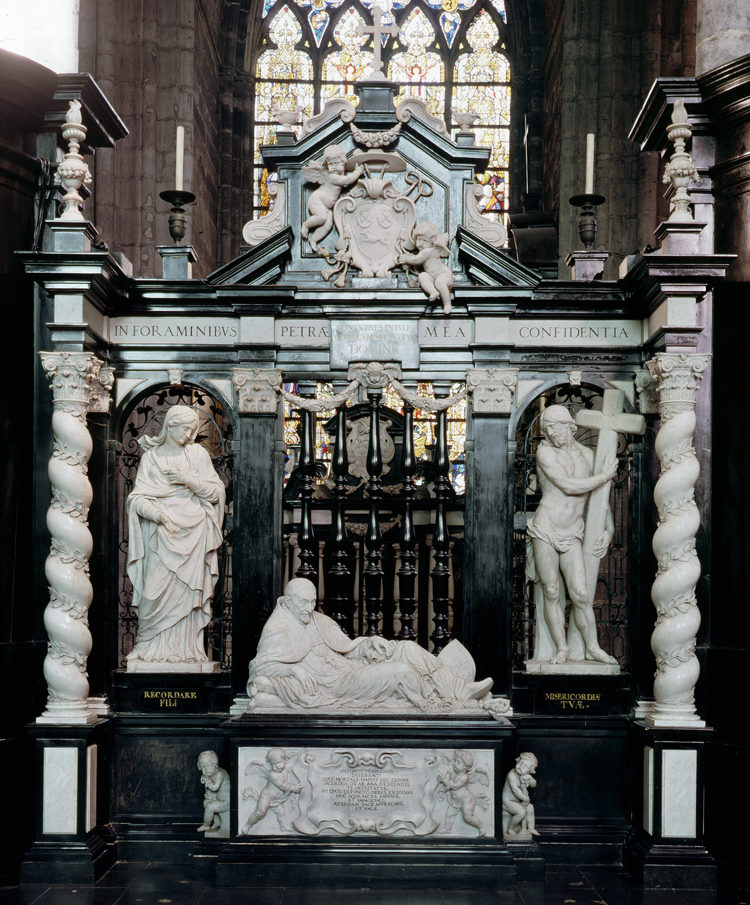
Prunkgrab für Bischof Antoon Triest in der Sint-Baafskathedraal in Gent

Duquesnoy machte in Brüssel eine glänzende Karriere. Die gemäßigt barocken Werke seines Bruders blieben ihm Zeit seines Lebens ein Vorbild.
Zusammen mit Artus Quellinus I. und Rombout Pauwels verbreitete er diesen Stil in den Niederlanden.
Duquesnoy schuf viele Elfenbeinkruzifixe, bei denen der Gekreuzigte in einigen Fällen mit den Armen nach oben abgebildet war.
Auch Apostelskulpturen waren seine Spezialität. Er schuf vier für die Kathedrale St. Michael und St. Gudula in Brüssel, drei für die Abteikirche St. Michael in Antwerpen und zwei für die Kapellenkirche in Brüssel.
Am Palast auf dem Koudenberg („Hof van Brussel“) wurde er 1651  als Nachfolger von Jacques Francart, dessen Stellvertreter er seit 1645 gewesen war, zum Hofarchitekten und Hofbildhauer ernannt.
Er schuf mehrere Porträts des Erzherzogs Leopold Wilhelm.
1651 schuf er eine Skulptur der heiligen Ursula für die Notre-Dame du Sablon/Onze-Lieve-Vrouw ten Zavel in Brüssel, sicher eines seiner Meisterwerke.
Die Skulptur war ein Auftrag von Lamoral Claudius von Thurn und Taxis, für den er auch eine prächtige Minerva schuf. Sie stand ursprünglich im Stadtpalais der Thurn und Taxis („Hotel des Princes de la Tour et Tassis“). Heute befindet sie sich im Schloss St. Emmeram in Regensburg.
1653 schuf Duquesnoy eine Anna und Maria für die Kathedrale St. Michael und St. Gudula in Brüssel.
Als Architekt entwarf er 1649 die Marienkapelle (1651–1656) dieser Kirche.
Ab 1651 arbeitete er vor allem am Prunkgrab für Bischof Antoon Triest in der St.-Bavo-Kathedrale in Gent.
Das Werk befindet sich in einer architektonischen Umrandung und zeigt Maria und Christus, die auf die Skulptur des Bischofs herabschauen.
1654 wurde Duquesnoy der Sodomie beschuldigt, wegen sexuellen Missbrauchs von zwei Jungen im Alter von 8 und 11 Jahren.
In den ersten beiden Verhören stritt er alles ab, aber unter Folter bestätigte er die Aussage der Jungen.
Ein Antrag an den Geheimen Rat, den Prozess nach Brüssel zu verlegen, wurde abgelehnt.
Der Künstler wurde am 28. September 1654 zum Tod durch Strangulierung auf dem Scheiterhaufen mit anschließender Verbrennung verurteilt.
Das Urteil wurde noch am selben Tag vollzogen, und zwar auf dem Kornmarkt in Gent.
Die beiden Jungen, Constant de Somere und Jacob de Sterck, wurden verbannt.
Trotz des Prozesses wurde in Sint Denijs Westrem (Gent) eine Straße nach ihm benannt.

## Werk (Auswahl)
Hiëronymus Duquesnoy war ein geschickter Bildhauer, aber weniger ein origineller oder innovativer Künstler.
Seine wichtigsten Werke sind folgende:
- Apostel Paulus, Thomas, Bartholomäus und Judas (Kathedrale, Brüssel)
- Apostel Philippus und Matthäus (Kapellenkirche, Brüssel)
- Drei Apostelskulpturen für die Abteikirche St. Michael in Antwerpen
- Porträtbüste des Antoon Triest, ca. 1644 (Louvre, Paris)
- Elfenbeinkruzifix in der Sakristei der Beginenhofkirche in Mechelen
- Pietà, ca. 1645 (Kunsthistorisches Museum, Wien)
- Porträtbüste des Erzherzogs Leopold Wilhelm, 1650 (Kunsthistorisches Museum, Wien)
- Toter Christus, ca. 1650, zerstört (geschaffen für die Sankt-Wivina-Abtei und später in der St.-Egidiuskirche, beide in Dilbeek-Groot-Bijgaarden)
- Ganymed und der Adler, bis 2001 irrtümlich Laurent Delvaux zugeschrieben (LWL-Museum für Kunst und Kultur, Münster)[2]
- Heilige Ursula, 1651 (Notre-Dame du Sablon/Onze-Lieve-Vrouw ten Zavel, Brüssel)
- Anna mit Maria als Kind, 1651–1653 (geschaffen für die Sankt-Anna-Kapelle in Brüssel, jetzt in der Kathedrale in Brüssel)
- Minerva (Schloss St. Emmeram, Regensburg)
- Prunkgrab des Antoon Triest, 1654 (St.-Bavo-Kathedrale, Gent)
- Cimon und Pero, Koninklijk Museum voor Schone Kunsten Antwerpen

## Galerie

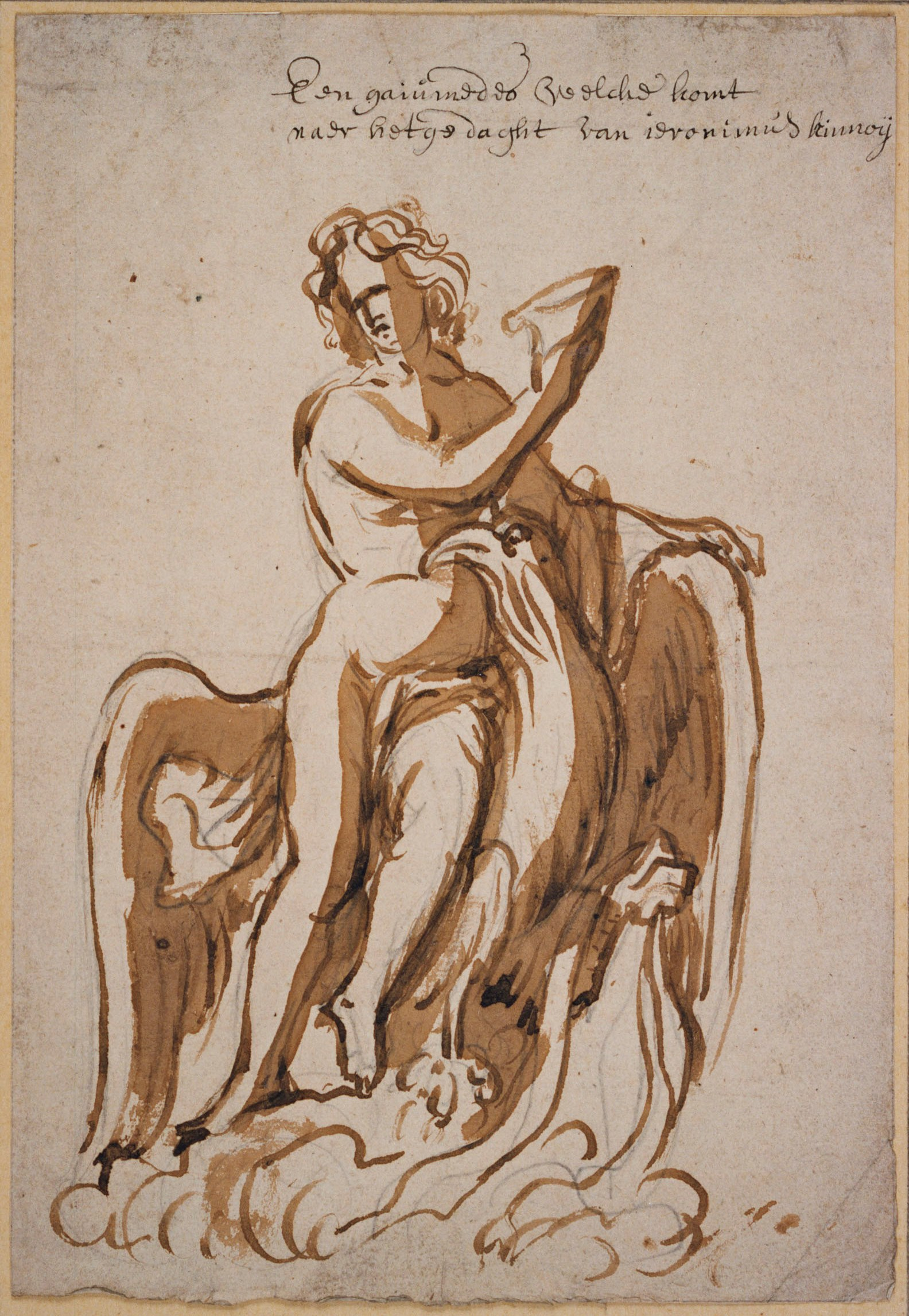
Die Entführung des Ganymed, Plantin-Moretus-Museum (Leihgabe Erfgoedfonds)
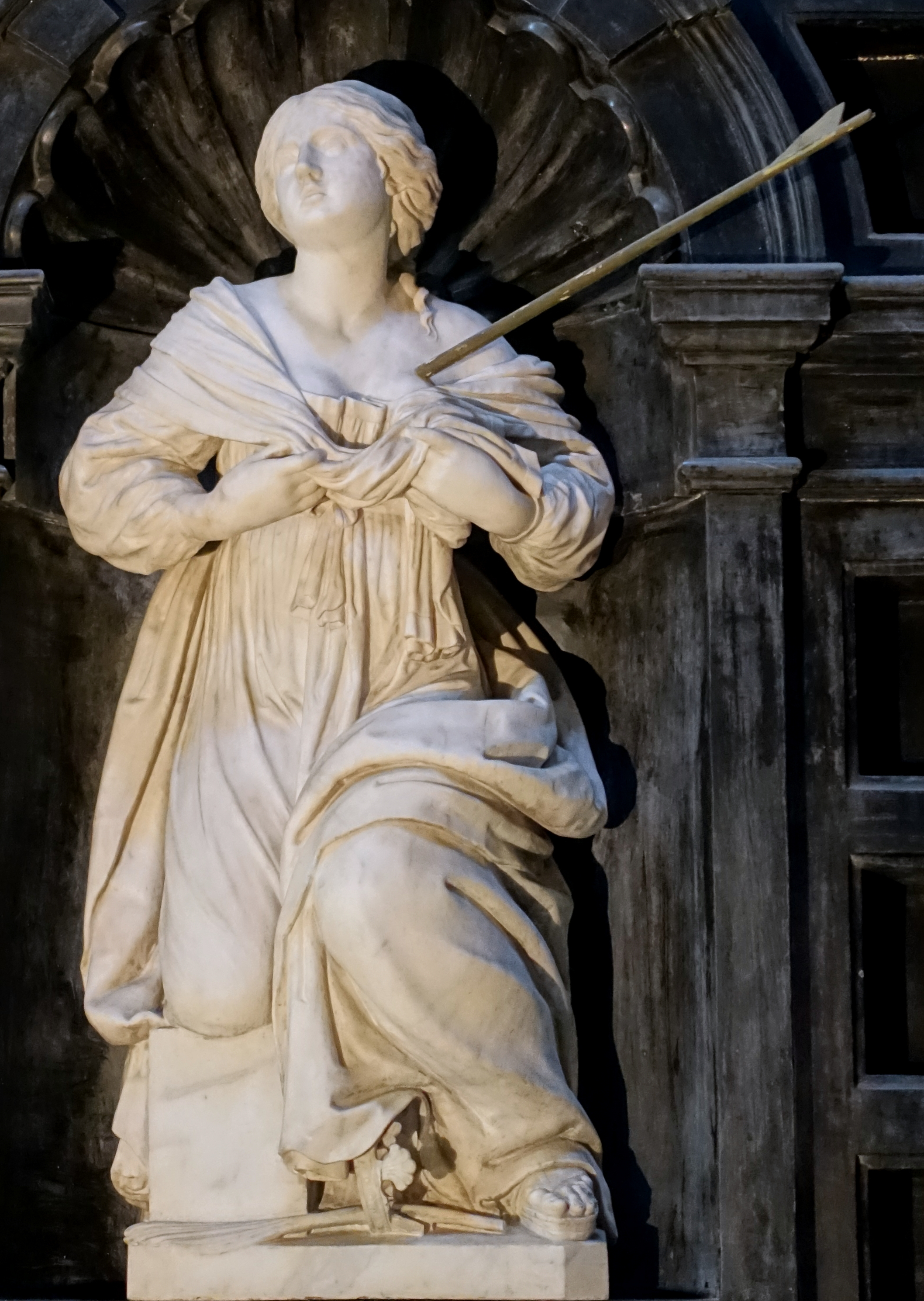
Heilige Ursula in der Notre-Dame du Sablon/Onze-Lieve-Vrouw ten Zavel (1651)
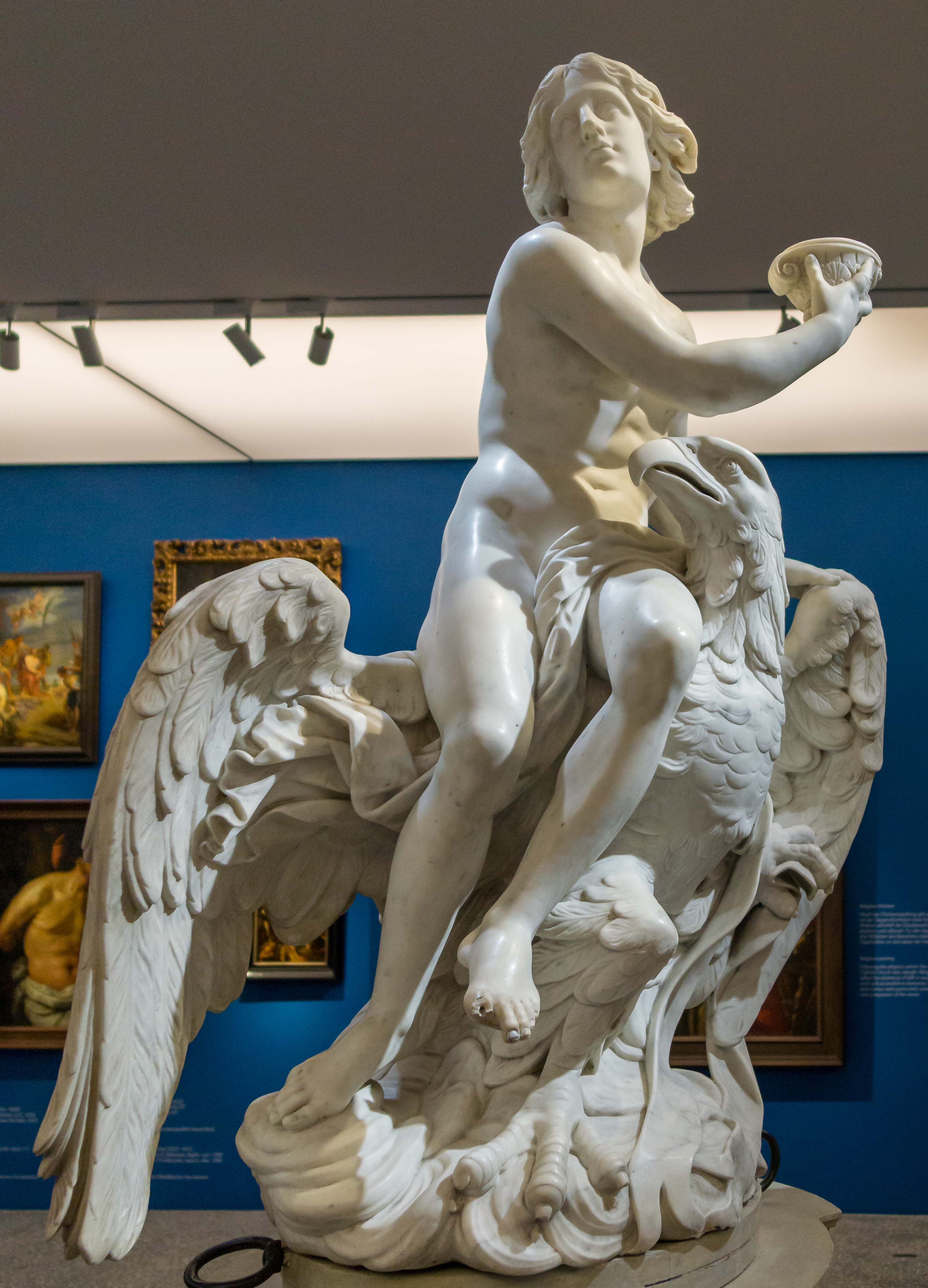
Raub des Ganymed (LWL-Museum für Kunst und Kultur, Münster)
Toter Christus (1945 zerstört)
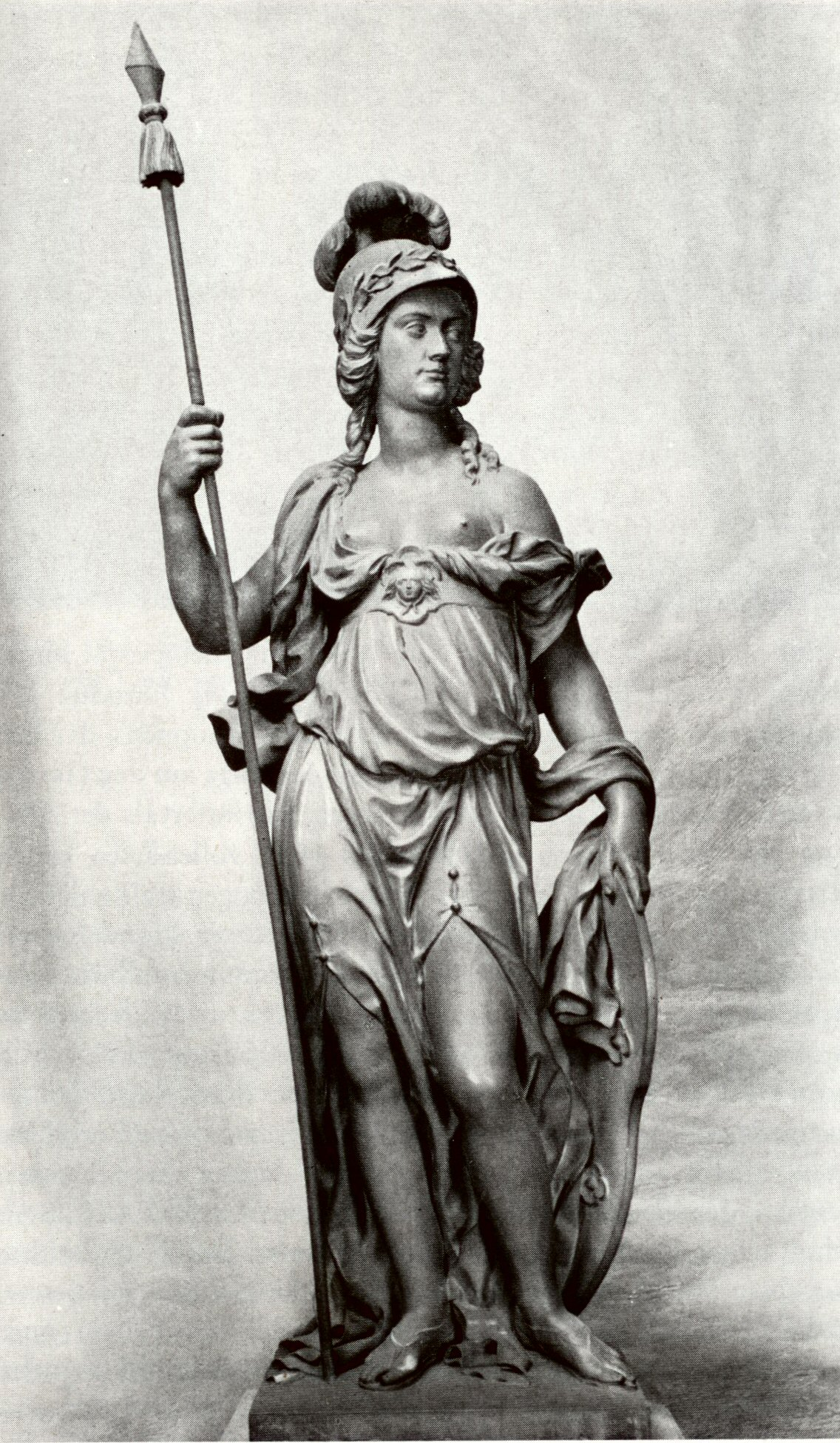
Minerva
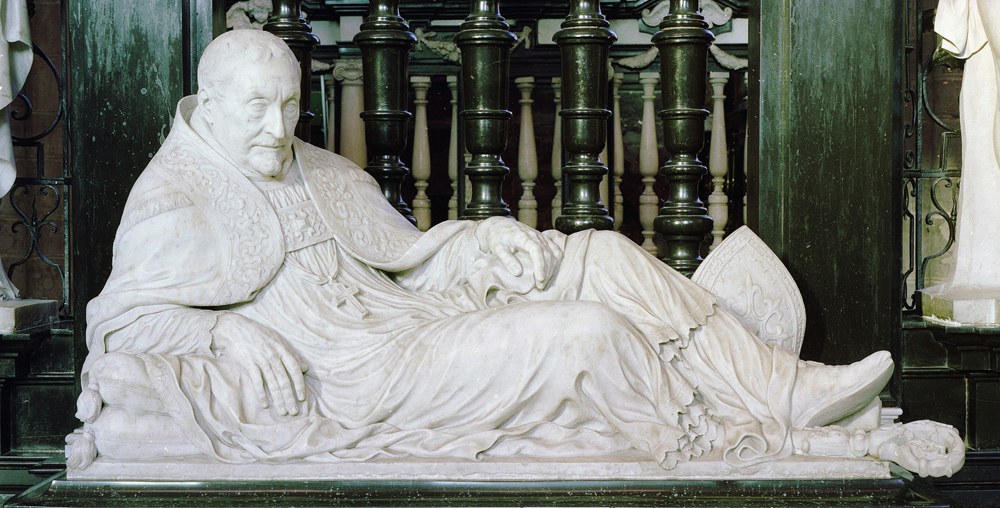
Grabmal von Antoon Triest
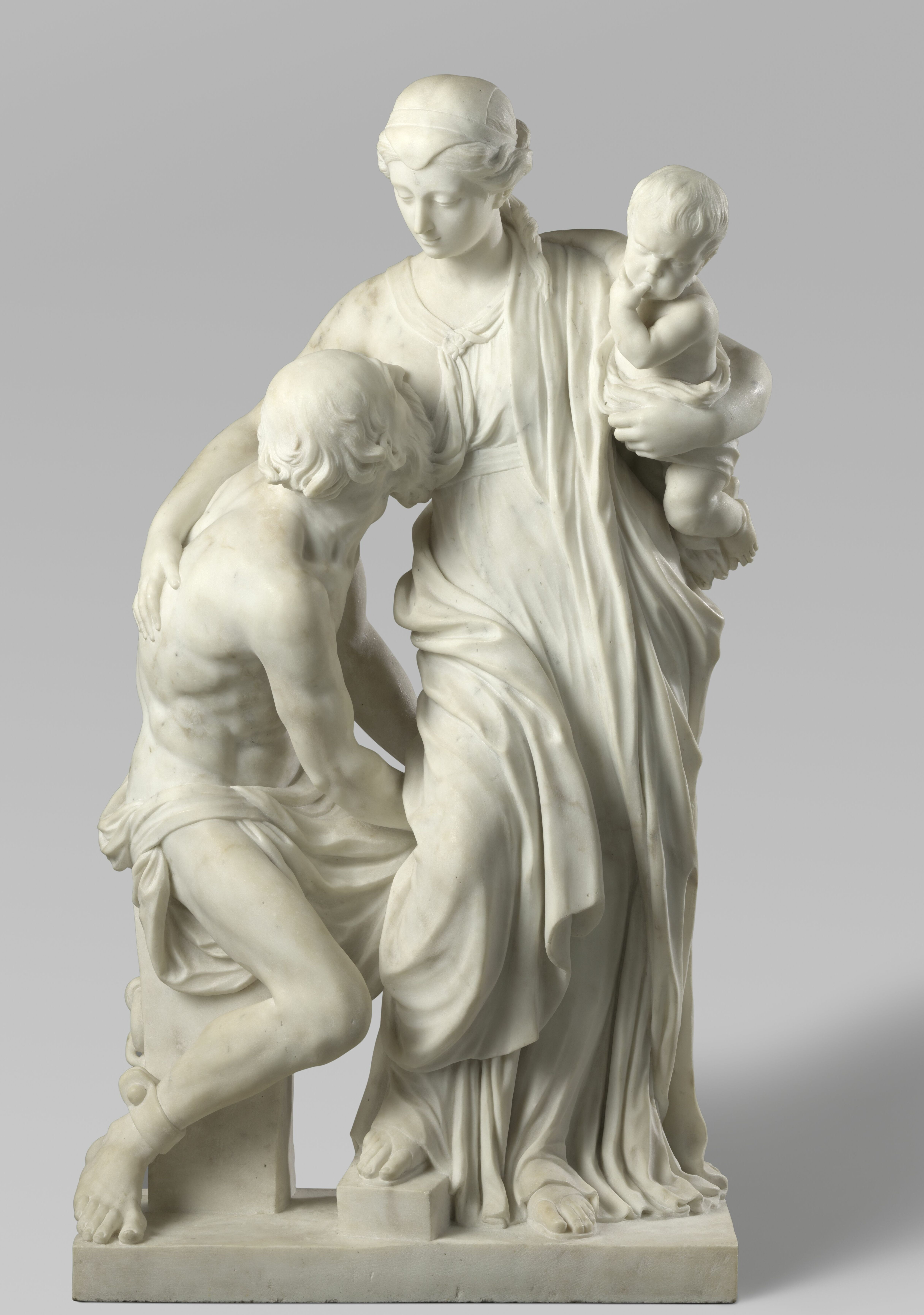
Cimon und Pero, Koninklijk Museum voor Schone Kunsten Antwerpen